# Мерфи, Коннор
Коннор Мерфи (англ. Connor Murphy; род. 26 марта 1993, Даблин) — американский хоккеист, защитник. Выступает за «Чикаго Блэкхокс» в Национальной хоккейной лиге.
Выступал за «Сарнию Стинг» (ОХЛ), «Аризону Койотс», «Портленд Пайретс» (АХЛ).
В чемпионатах НХЛ сыграл 103 матча (5+10).
В составе национальной сборной США участник чемпионатов мира 2014, 2015 и 2018 (24 матча, 0+1). В составе молодёжной сборной США участник чемпионата мира 2013. В составе юниорской сборной США участник чемпионата мира 2011.

## Достижения
- Бронзовый призёр чемпионата мира (2015, 2018)
- Победитель молодёжного чемпионата мира (2013)
- Победитель юниорского чемпионата мира (2011)